# Refuge des Sept Laux
Refuge Jacqueline Mathieu
Le refuge des Sept Laux, aussi orthographié refuge des 7 Laux, ou refuge Jacqueline Mathieu, est un refuge de montagne de France situé en Isère, dans la chaîne de Belledonne. Il est situé au cœur des Sept Laux, une série de lacs, entre le lac Carré et le lac Cottepens, à 2 135 mètres d'altitude, au pied du pic de la Belle Étoile, face au rocher Blanc. Le sentier de grande randonnée 738 et les sentiers de randonnée de pays Tour des Lacs des Sept Laux et Tour du Pays d'Allevard passent au refuge.

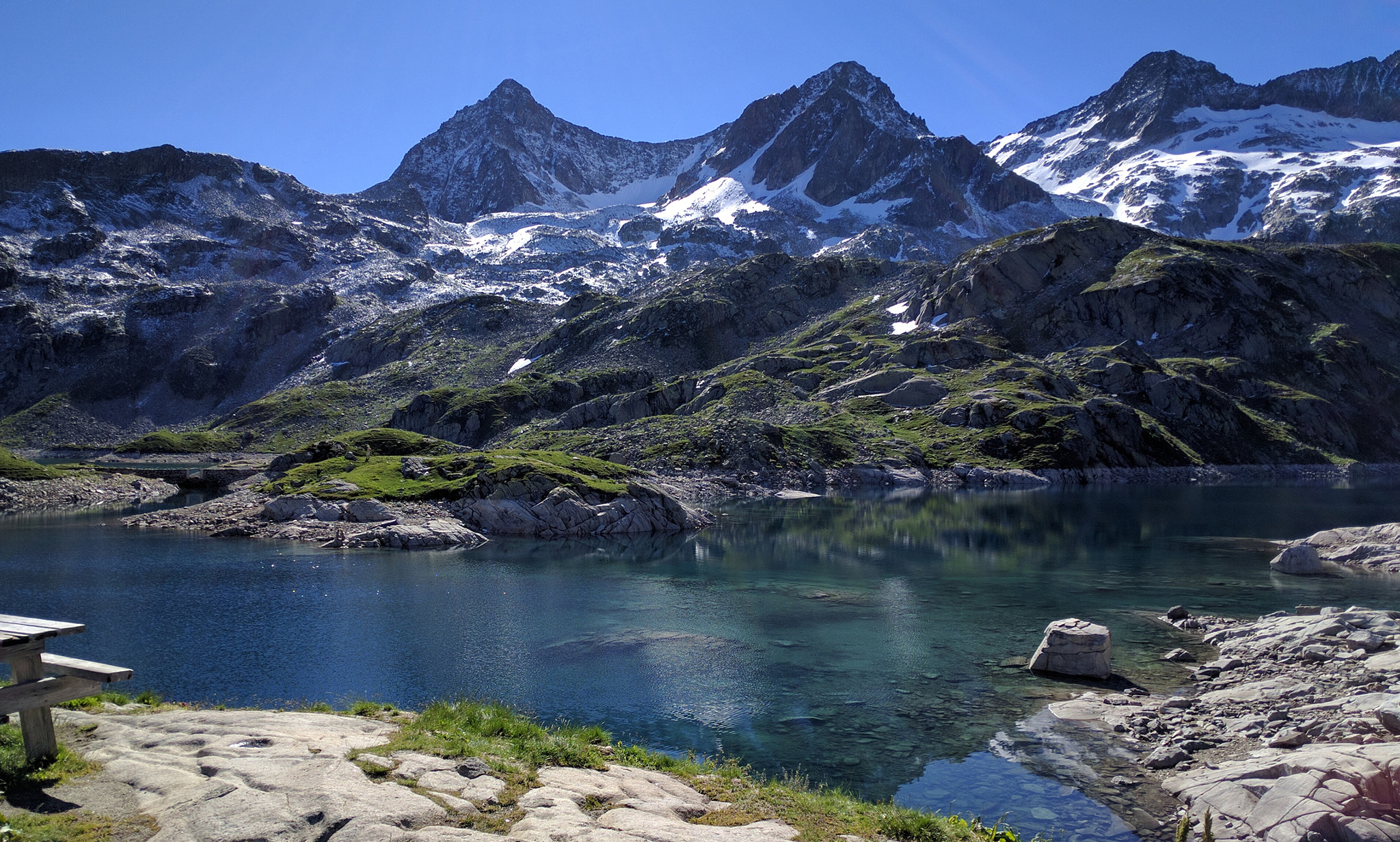
Le lac Cottepens au pied du refuge, dominé par le rocher Blanc.